# Cucullia reisseri
Cucullia reisseri är en fjärilsart som beskrevs av Charles Boursin 1933. Cucullia reisseri ingår i släktet Cucullia och familjen nattflyn. Inga underarter finns listade i Catalogue of Life.